# Distretto di Colán
Il distretto di Colán è uno dei sette distretti della provincia di Paita, in Perù. Si trova nella regione di Piura e si estende su una superficie di 124,93 chilometri quadrati.
Istituito il 8 ottobre 1840, ha per capitale la città di San Lucas.